# Symphonie no 31 de Michael Haydn
Pour les articles homonymes, voir Symphonie no 31.
La Symphonie no 31 en fa majeur, Perger 22, Sherman 31, MH 405, est une symphonie de Michael Haydn, composée en mai 1785 à Salzbourg.

## Analyse de l'œuvre
Elle comporte trois mouvements:
1. Allegro assai
2. Andante cantabile, en si bémol majeur
3. Presto

Durée de l'interprétation : environ 17 minutes.

## Instrumentation
La symphonie est écrite pour deux hautboiss, deux cors anglais, deux bassons, deux cors et cordes.